# 피에르 장센
피에르 쥘 세자르 장센(Pierre Jules César Janssen, 1824년 2월 22일 ~ 1907년 12월 23일)은 프랑스의 천문학자이다. 그는 1868년 태양광 스펙트럼에 헬륨의 분광선이 포함되어 있는 것을 발견했다. 이는 같은 시기 영국의 노먼 로키어와 동시에 독립적으로 발견한 것이다. 또한 일식이 일어나지 않는 평상시에도 태양홍염을 관측하는 방법을 발견했다.

## 일생
장센은 파리에서 태어났으며, 아버지는 유명한 음악가였다. 수학과 물리학을 배워 리세 샤를마뉴 등지에서 교사를 맡았으며 천문 관측대 대원으로서 세계를 돌아다녔다. 1857년부터 수 차례에 걸쳐 자기편차 연구를 위해 페루에 갔다. 1874년 금성의 태양면 통과 관측을 위해 일본을 방문, 12월 9일에 관측에 성공했다(나가사키시 고토히라산에 관측 기념비가 있다). 그는 1882년 알제리에서 금성의 일면 통과를 역시 관측하는 등, 일면 통과를 관측하기 위해 세계 각지를 돌아다녔다. 1867년에는 이탈리아의 트라니, 1868년에는 인도 남부 군투르, 1870년은 알제, 1875년에는 시암(지금의 타이), 1883년은 캐롤라인 제도, 1905년은 스페인 알코세이블을 방문했다. 1870년 관측 때는 프로이센 군대에 포위된 파리에서 기구를 타고 탈출, 관측에 참가했으나, 구름 때문에 관측에는 실패했다.
영국령 인도에서 1868년 8월 18일 일식 관측 도중 태양 채층 스팩트럼상에 587.49나노미터 파장의 밝은 황색 선이 나타난 것을 알아냈다. 해당 원소는 지구상에서 발견된 적이 없었던 것이었다. 동년 10월 20일 장센은 이 사실을 프랑스 과학 학회에 보고했지만 장센의 이 발견은, 발표 초기에는 지구상에 없는 물질이 우주에서 발견된 적은 이전까지 없었기 때문에 비웃음의 대상이 되었다.
동년 10월 20일 조세프 노먼 로키어가 장센과 같은 분광선을 채층 스펙트럼에서 발견했고, 이 원소가 새로운 수소 형태임을 입증하는 데 실패한 후, 이를 '알려지지 않은 원소'라고 결론지었다. 이는 지구상에 없는 원소를 지구 바깥 세계에서 최초로 찾아 낸 사례가 되었다. 로키어와 영국 화학자 에드워드 프랭클랜드는 이 원소에 그리스어 ἥλιος(헬리오스)라는 이름을 붙였다.
1868년 인도에서 일식을 관측한 후 그는 헬륨의 존재 외에도 태양홍염이 가스로 이루어졌음을 알아냈고, 대낮에 홍염을 관측할 수 있는 방법을 고안해 내었다. 그가 태양을 분광학적으로 관측한 주요 목적은, 태양에 산소가 포함되어 있는지 아닌지를 규명하기 위한 것이었다. 1893년 그는 69세의 적지 않은 나이에도 불구하고 대기 영향을 덜 받는, 눈이 10미터 깊이로 쌓여 있는 몽블랑 정상에서 4일에 걸쳐 천문 관측을 실시했는데, 이는 지구 대기의 산소 흡수선을 관측 결과에서 제거하기 위함이었다.
장센은 1875년부터 무돈 천문대장직을 맡았고, 1876년부터 태양 사진을 찍어 1904년 태양 사진 도감(Atlas de photographies solaires)으로 집성하여 출간했다.
장센은 무돈에서 임종을 맞았으며, Père Lachaise 묘지에 묻혔다.
화성에는 장센의 이름을 딴 충돌구가 존재한다.

## 참고 문헌
1. ↑  Jensen, William B. “왜 헬륨은 'ium' 이름으로 끝나는가(Why Helium Ends in "ium")”. 《Journal of Chemical Education》 81 (7): 944. 2008년 6월 12일에 원본 문서에서 보존된 문서.